# 徳島県立脇町高等学校
徳島県立脇町高等学校（とくしまけんりつわきまちこうとうがっこう）は、徳島県美馬市脇町大字脇町に所在する公立高等学校。

## 設置学科
- 普通科

## 沿革
- 1896年 - 徳島県尋常中学校第一分校として開校。
- 1899年 - 徳島県脇町中学校として独立。校旗制定。
- 1900年 - 芳越同窓会を創立。
- 1901年 - 徳島県立脇町中学校と改称。
- 1917年 - 校歌（土井晩翠作詞・竹澤貞次郎作曲）発表。
- 1929年 - 運動場の拡張整地完了。
- 1934年 - 木造新校舎建設落成式挙行。
- 1948年 - 徳島県脇町高等学校となる。定時制課程を併置。重清分校と西祖谷分校を付設。校章制定。父兄会を解散しPTAを結成。
- 1949年 - 男女共学・学区制になる。重清分校は穴吹高校、西祖谷分校は池田高校に移管。穴吹高校通信教育部を同校へ移管。
- 1950年 - 生徒会発足式挙行。
- 1950年 - 昭和天皇が行幸（昭和天皇の戦後巡幸）[1]。校庭には美馬郡奉迎場が設けられた[2]。
- 1956年 - 徳島県立脇町高等学校と改称。
- 1958年 - 定時制課程廃止。
- 1963年 - 通信制課程を城南高校へ移管。
- 1967年 - 体育館落成式挙行。
- 1968年 - 理数科設置（1980年募集停止）。
- 1971年 - 校舎北館実験室棟完成。
- 1973年 - 50メートル公認プール完成。
- 1974年 - 校舎本館普通教室棟完成。
- 1976年 - 創立80周年記念庭園完成。
- 1977年 - 芳越会館完成。同日開館式挙行。
- 1986年 - 芳越歴史館開館。
- 1989年 - 校内TV放送「うだつの文化放送局」開局。
- 1996年 - 新体育館完成。
- 2004年 - 全普通教室と特別教室にエアコン設置。
- 2006年 - 自習室設置。
- 2009年 - 校内TV放送「うだつ放送局さくらスタジオ」開局。
- 2010年 - 文部科学省よりスーパーサイエンスハイスクール (SSH) に5年間指定（2015年、2020年に再指定）。耐震改修工事完了。
- 2011年 - SSHキャンプ「オーストラリア研修」開始。
- 2013年 - SSHキャンプ「ハワイ研修」開始。
- 2014年 - 小体育館にエアコン等を設置し、都築記念小体育館と改名。
- 2016年 - 芳越会館・芳越歴史館・校舎本館屋上時計台の改修。SSHキャンプ「台湾研修」開始。

## 特色
旧制脇町中学時代にはベースボール (baseball) を野球と訳したとされる、中馬庚が校長を務めたことがある。また、四国ラグビー発祥の地としても知られ、ラグビー部はかつて全国大会の常連であった。校訓「質実剛健」のもと文武両道の校風を大切にしている。また、鉄道のない吉野川北岸に位置し通学範囲も広いため、原動機付自転車や保護者による自動車送迎の通学者が多くみられる。部活動も盛んであり、女子ソフトテニス部は全国大会の常連校である。また、一年生は部活動登録が必須である。

## 部活動
運動部
- 陸上競技部
- サッカー部
- 硬式野球部
- 男子バレー部
- 女子バレー部
- 男子バスケットボール部
- 女子バスケットボール部
- 剣道部
- 卓球部
- 男子ソフトテニス部
- 女子ソフトテニス部
- 山岳部
- ラグビー部
- 弓道部
- 水泳部

文化部・同好会
- 吹奏楽部
- 美術部
- 書道部
- 茶道部
- 華道部
- 新聞・写真部
- 科学部
- イラスト・コンピュータ部
- JRC部
- 百人一首かるた・文芸部
- 放送部
- 演劇研究部
- ESS
- 人権「いのち」の会

## 著名な出身者
- 香田洋二（元海上自衛官（第36代自衛艦隊司令官）・ハーバード大学アジアセンター上席研究員・元国家安全保障局顧問）
- 高井美穂（三好市長・元徳島県議会議員・元衆議院議員）
- 北岡秀二（元参議院文教科学委員会委員長・元徳島県議会議員）
- 原井敬（吉野川市長・元徳島県議会議員）
- 丸岡いずみ（元日本テレビ報道記者・フリーアナウンサー・タレント・エッセイスト）
- 藤澤秀敏（元NHK解説委員長・元NHKアメリカ総局長・ジャーナリスト・東京オリンピック・パラリンピック組織委員会広報局長）
- 緒方広明（工学者・京都大学大学院情報学研究科教授）
- 竹田美文（国立感染症研究所名誉所員・元東京大学医科学研究所教授・元京都大学医学部教授・元日本細菌学会理事長）
- 安友康二（徳島大学医学部教授・日本学術会議会員・American Society for Clinical Investigation会員）
- 喜多喜久（小説家）
- 酒巻和男（元大日本帝国海軍軍人・元トヨタドブラジル社長）
- 竹田寛行（高校教師・奈良県立御所実業高等学校ラグビー部監督）
- 都築頼助（学校法人都築学園グループ設立者）
- 吉岡利固（元国税庁大阪国税局調査官・実業家）
- 町田寿人（阿波市長）
- 妹尾昌俊（教育研究家）
- 笠井新也（郷土史家・徳島県立脇町高等学校名誉教諭）
- 大塚小百合（立憲民主党衆議院議員）
- 白川容子（日本共産党中央委員、元香川県議会議員）
- 大川紫央 （宗教家、大川隆法の妻）